# Trichopilia marginata
Trichopilia marginata är en orkidéart som beskrevs av Arthur Henfrey. Trichopilia marginata ingår i släktet Trichopilia och familjen orkidéer. Inga underarter finns listade i Catalogue of Life.

## Bildgalleri

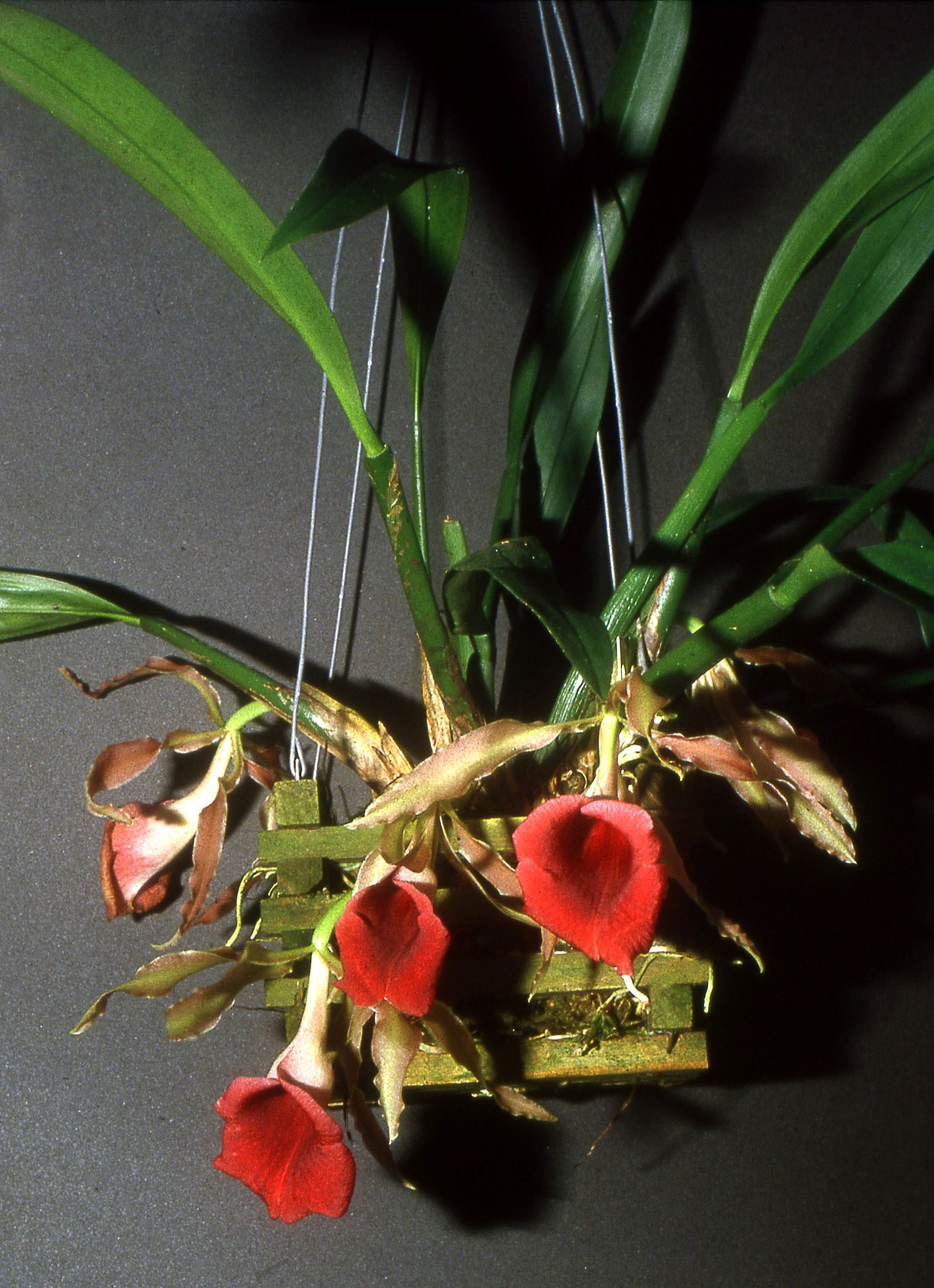
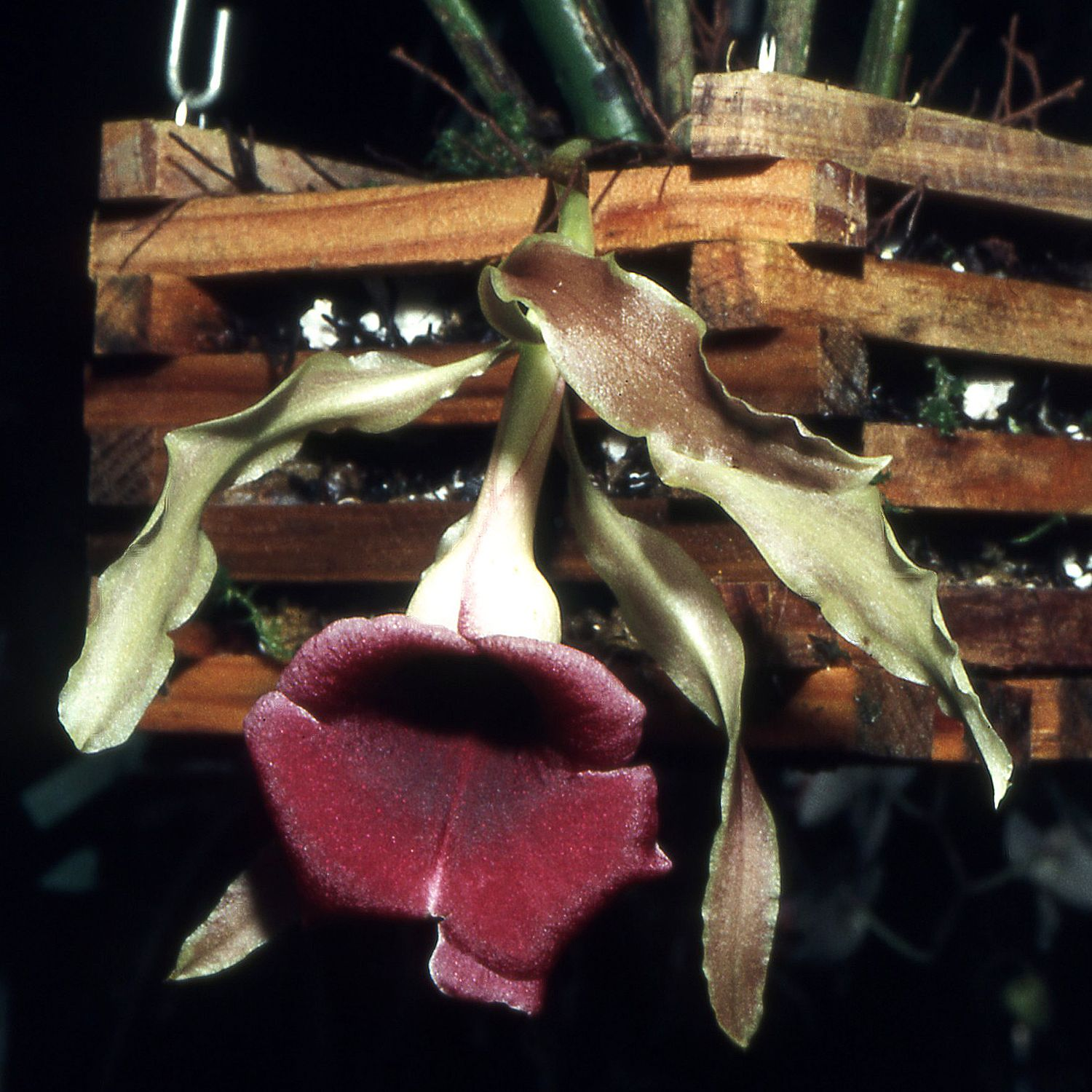
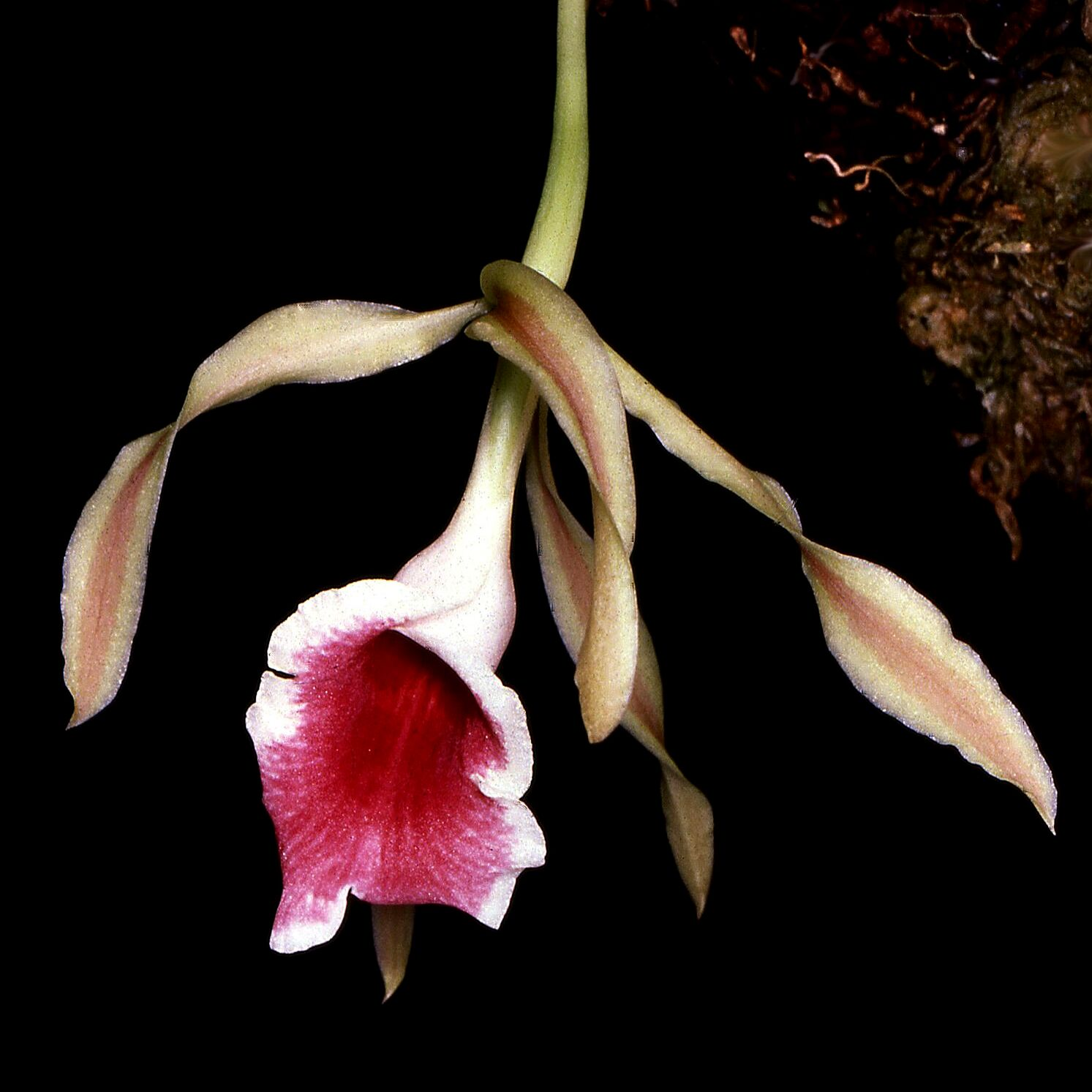
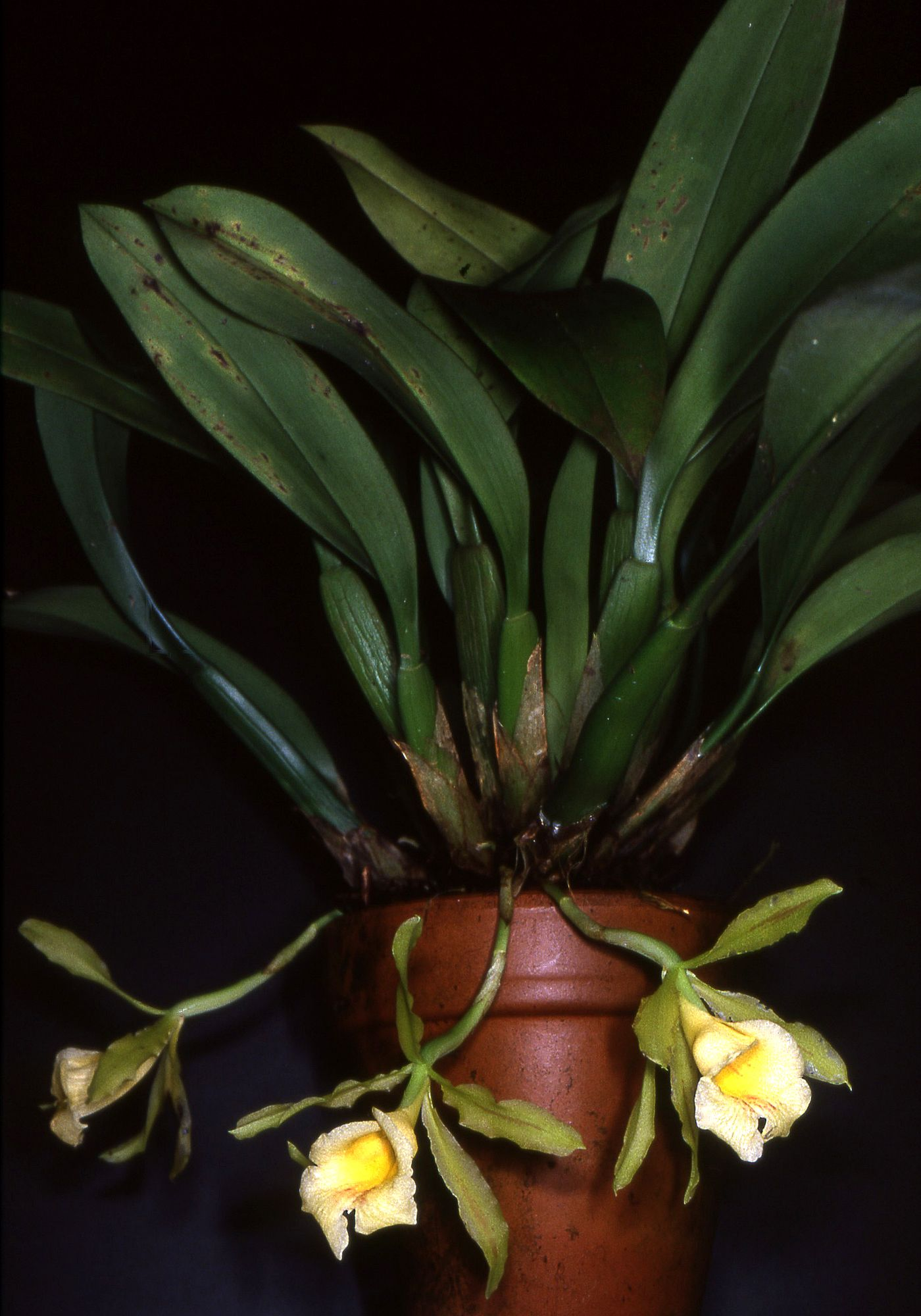